# Efecto alfa

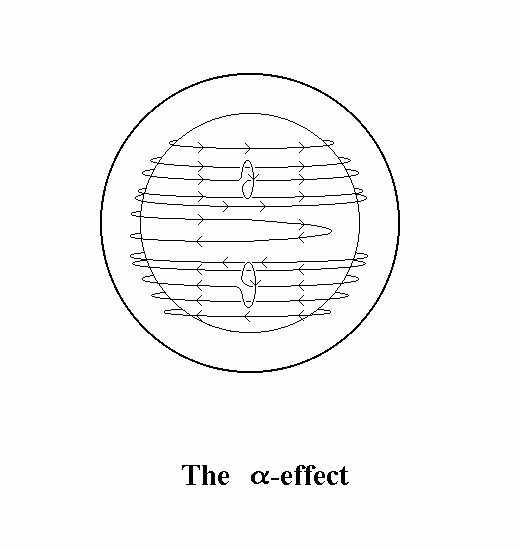
Efecto alfa

El efecto alfa se refiere al aumento de la nucleofilicidad de un átomo debido a la presencia de un átomo adyacente (alfa) con electrones de par solitario . Este primer átomo no necesariamente presenta una mayor basicidad en comparación con un átomo similar sin un átomo donante de electrones adyacente, dando lugar a una desviación de la clásica relación reactividad-basicidad de tipo Brønsted. El efecto está bien establecido con muchas teorías para explicar el efecto pero sin un claro ganador y se ilustra con la alta nucleofilicidad del hidroperóxido (HO2−) y la hidracina (N2H4).
El efecto fue observado por primera vez por Jencks y Carriuolo en 1960 en una serie de experimentos de cinética química que implicaban la reacción del acetato de éster p-nitrofenilo con una serie de nucleófilos. Se encontró que los nucleófilos regulares como el anión flúor, la anilina, la piridina, la diamina de etileno y el ion fenolato tenían tasas de reacción pseudo de primer orden correspondientes a su basicidad medidas por su pKa . No obstante, otros nucleófilos reaccionaron mucho más rápido de lo que se esperaba basándose sólo en ese criterio. Estos incluyen hidrazina, hidroxilamina, el ion hipoclorito y el anión hidroperóxido .

En 1962 Edwards y Pearson (el último de la teoría HSAB ) introdujeron la frase efecto alfa para esta anomalía. Ofreció la sugerencia de que el efecto fue causado por un efecto de estabilización del estado de transición (TS): al entrar en el TS, el par de electrones libres del nucleófilo se aleja del núcleo y provoca una carga positiva parcial que puede ser estabilizada por un par solitario adyacente como ocurre por ejemplo en cualquier carbocatión .
A lo largo de los años, se han presentado muchas teorías adicionales que intentan explicar su efecto. La teoría de la desestabilización del estado terrestre propone que la repulsión electrón-electrón entre el par alfa-par y el par de electrones nucleófilos se desestabilizan mutuamente mediante repulsión electrónica (interacción orbital plena-llena) disminuyendo así la barrera de activación aumentando la energía del estado del suelo y haciéndola más reactiva; lo que explica la mayor reactividad de los α-nucleófilos, no obstante, este mecanismo electrónico también debería aumentar la basicidad y, por tanto, no puede explicar completamente el α-efecto. La estabilización del estado de transición es posible asumiendo algún carácter de radical libre de TS o suponiendo que el TS tiene una formación de enlace nucleófilo-sustrato más avanzada. La polarizabilidad del nucleófilo o afectación de la catálisis intramolecular también juega un papel. Otro estudio in silico sí encontró una correlación entre el efecto alfa y la llamada energía de deformación, que es la energía electrónica necesaria para unir a los dos reactivos en el estado de transición.
El efecto alfa también depende del disolvente, pero no de una forma previsible: puede aumentar o disminuir con la composición de la mezcla de disolventes o incluso pasar por un máximo. Por lo menos en algunos casos, se ha observado que el efecto alfa desaparece si la reacción se realiza en fase gas. Esto lleva a algunos a concluir que se trata principalmente de un efecto de resolución.